# أنجوس ديتون
جوردون أنجوس ديتون (بالإنجليزية: Angus Deayton، من مواليد 6 يناير 1956) هو ممثل إنجليزي، وكاتب وموسيقي وممثل كوميدي، ومذيع.

## روابط خارجية
- أنجوس ديتون على موقع IMDb (الإنجليزية)
- أنجوس ديتون على موقع ألو سيني (الفرنسية)
- أنجوس ديتون على موقع ميوزك برينز (الإنجليزية)
- أنجوس ديتون على موقع أول موفي (الإنجليزية)
- أنجوس ديتون على موقع قاعدة بيانات برودواي على الإنترنت (الإنجليزية)
- أنجوس ديتون على موقع قاعدة بيانات الأفلام السويدية (السويدية)
- أنجوس ديتون على موقع ديسكوغز (الإنجليزية)
- أنجوس ديتون على موقع قاعدة بيانات الفيلم (الإنجليزية)
- أنجوس ديتون على موقع كينوبويسك (الروسية)